# Čechovskij rajon
Il Čechovskij rajon (in russo Чеховский район?) era un distretto municipale dell'Oblast' di Mosca, nella Russia europea; il capoluogo era Čechov. Istituito nel 1954, ricopriva una superficie di 865,76 chilometri quadrati e nel 2010 ospitava una popolazione di circa 111.000 abitanti.